# Кун Лао
Кун Лао (англ. Kung Lao, кит. 功老, пиньинь Gōnglăo) — персонаж из вселенной Mortal Kombat, созданной Эдом Буном и Джоном Тобиасом. Один из главных героев серии, который дебютировал как играбельный персонаж в Mortal Kombat II 1993 года. Он был монахом Шаолиня и членом «Общества Белого Лотоса» (англ. White Lotus Society), который унаследовал традиции своего далёкого предка, Великого Кун Лао. Его лучшим другом является протагонист серии по имени Лю Кан, вместе с которым они стали ключевыми персонажами спин-офф игры Mortal Kombat: Shaolin Monks.
Он приобрёл значительную популярность и положительный критический приём, во многом благодаря своему знаменитому оружию, которое напоминает шляпу Одджоба, персонажа фильма «Голдфингер».

## Описание
Бывший монах Шаолиня и член прежнего Белого лотоса в вымышленной вселенной Mortal Kombat. Он стоит в тени своего предка, Великого Кун Лао (пять сотен лет назад он победил Шан Цзуна. Это была первая битва, в которой Шан Цзун оказался побеждённым), но в отличие от него не хочет быть чемпионом и предпочитает жить мирно. Во время событий МК Deadly Alliance Кун Лао первым находит бездыханное тело своего друга Лю Кана. Узнав о том, что убийцей являлся Шан Цзун, он понял что его навыков недостаточно для того, чтобы одолеть колдуна. Он встретил принцессу Китану, и с ней отправился на поиски мастера Бо Рай Чо, дабы повысить своё мастерство перед встречей с колдунами.

## Внешность
Внешне Кун Лао не похож на шаолиньского монаха. Он носит чёрную безрукавку, перевязанную красной лентой. На ногах — шаровары голубого цвета и сапоги. На руках и ногах есть щитки. Но самым важным атрибутом в его одежде является его шляпа. На её краях есть остро наточенное лезвие. Шляпу он использует как оружие (может метать её в противника), а также в добиваниях.

## Дизайн персонажей и игровой процесс
Как указано в биографической карточке Кунг Лао, после первой игры Mortal Kombat создатели хотели, чтобы персонаж-монах отличался от Лю Кана. По словам соавтора Mortal Kombat Джона Тобиаса, шляпа Кунг Лао была вдохновлена фильмом о Джеймсе Бонде 1964 года «Голдфингер», в котором злодей Чудак бросил свою специальную шляпу-дерби в качестве смертоносного оружия. Кунг Лао был изображен Энтони Маркесом в Mortal Kombat II и Mortal Kombat 3; Эд Бун сказал, что Маркес был «одним из лучших мастеров боевых искусств, с которыми мы работали».
Кунг Лао можно увидеть в Mortal Kombat II, Mortal Kombat 3 и монахах Шаолиня, носящих китайский иероглиф 武, что означает военные/у шу/боевые искусства. Однако, когда его спросили об этом персонаже, Джон Тобиас заявил, что по-китайски это означает «война».
Атаки Кунг Лао основаны на движениях типа ветра. Его самая заметная атака-Бросок шляпы, который мог быть направлен в Mortal Kombat II, но не мог быть направлен со времен Mortal Kombat Gold до Mortal Kombat (2011). Многие из его смертельных случаев в какой-то степени связаны с использованием шляпы, например, разрезание тела пополам и обезглавливание.
Согласно Prima Games, Кунг Лао-один из самых дешевых персонажей Mortal Kombat, где они отмечают, что «Он может комбинировать практически любую атаку прыжками в свой удар с пикирования. У него даже есть несколько атак снарядами, одна из которых он может целиться вверх или вниз, что означает, что вы не можете надежно пригнуться под ней или перепрыгнуть через неё. В Mortal Kombat 3 у него даже была одна из самых длинных комбинаций набора, потому что его урон явно был недостаточно высок»

## Фильмы
- «Смертельная битва: Завоевание». Актёр — Паоло Монтальбан. Великий Кун Лао (предок современного Кун Лао) одержал победу на турнире, победив Шан Цзуна и сохранив Земное Царство. Теперь он должен обучить новое поколение воинов для следующего турнира.
- Смертельная битва: Наследие. Актёр — Марк Дакаскос. Здесь Кун Лао показан очень религиозным монахом, применяющим насилие лишь для защиты Земли, или в других крайних случаях. Здесь он больше показан не как друг Лю Кенга, а бывший наставник, да и выглядит он постарше его. Подавленный смертью невесты, Лю Кан внезапно переходит на сторону Внешнего Мира, а Кун Лао пытается вразумить его. Здесь Кун Лао носит шляпу, однако без острых краёв, и в целом сильно отличается от своего образа из игр серии Mortal Kombat.

## Появления

### В играх
Кун Лао является последним известным потомком Великого Кун Лао, бывшего чемпиона «Смертельной битвы», которого Горо 500 лет тому назад лишил титула и жизни, и в результате хозяином турнира стал Шан Цзун. Кун Лао изначально был единственным представителем Шаолиня в «Смертельной битве», однако отказался от участия в турнире. Вместо него был заявлен Лю Кан, который впоследствии и стал чемпионом.
Лю Кан и Кун Лао решили переместиться через портал во Внешний Мир, чтобы отомстить за своих павших братьев, после того как Барака и его солдаты-таркатанцы атаковали храм Шаолинь. Кун Лао стремился во что бы то ни стало восстановить «Общество Белого Лотоса» в Академии Ву Ши, и подготовить новое поколение воинов. Наконец, когда Лю Кан победил в бою Шао Кана, вернувшиеся обратно на Землю монахи приступили к обучению следующего поколения шаолиньских воинов. В Mortal Kombat 3 (1995) вторжение Шао Кана в Земное Царство положило конец планам Кун Лао по реструктуризации «Общества Белого Лотоса», а сам он был тяжело ранен в битве с императором. Слухи о предполагаемой смерти Кун Лао привели в ярость Лю Кана, который бросил вызов Шао Кану и во второй раз успешно победил его.
В Mortal Kombat Gold (1999), Кун Лао был вынужден покинуть Внешний Мир, однако решил не возвращаться в Шаолинь. В то время как многие думали, что он скончался от ран, полученных в битве против Шао Кана, Кун Лао, следуя заветам предков, продолжал жить мирной жизнью. Кун Лао вернулся, когда узнал об угрозе Шиннока и возвращении Горо, убийце его предка. После поражения Шиннока Кун Лао атаковал Горо, который подписал мирный договор с кентаврами при посредничестве Китаны. Он нанёс церемониальный удар мести за смерть Великого Кун Лао, когда запустил в противника свою шляпу с острыми краями, после чего на груди у Горо остался шрам. Таким образом, оба воина были квиты и пожали друг другу руки, положив конец конфликту.
Период мирного сосуществования закончился, когда два колдуна Куан Чи и Шан Цзун, заключившие «Смертоносный союз», объединились в Mortal Kombat: Deadly Alliance (2002) и убили Лю Кана. Кун Лао первым обнаружил мёртвое тело своего друга, а Райдэн рассказал ему о том, кто именно убил Лю Кана. Разгневанный шаолиньский монах снова отказался от своих миролюбивых убеждений и поклялся отомстить убийцам своего друга. Кун Лао понимал, что его навыков недостаточно, чтобы одолеть колдуна, когда узнал о причастности Шан Цзуна к убийству, поэтому он отправился во Внешний Мир. Он сообщил принцессе Китане, которую повстречал в пути, о гибели Лю Кана, а потом вдвоём они отправились к мастеру Бо Рай Чо. После обучения у мастера, Кун Лао объединился вместе с другими воинами, чтобы сразиться со «Смертоносным союзом» двух колдунов.
Кун Лао был убит Шан Цзуном, и земляне в конечном счёте потерпели поражение. Однако Кун Лао в Mortal Kombat: Deception (2004) был оживлён Онагой — воскресшим Королём Драконов.

### Другие медиа
Кун Лао представлен в целом ряде комиксов Mortal Kombat издательства Malibu Comics. Согласно комиксам, Кун Лао поддерживает самые близкие отношения с Китаной, тогда как сам вынужден находиться в изгнании во Внешнем Мире из-за неудачи своего предка и падения родословной. Он спасает от гибели Лю Кана, которого в минисерии «Blood & Thunder» 1994 года попытался зарезать Кано. В следующей минисерии 1995 года «Battlewave» он присоединяется к Китане, Бараке и Саб-Зиро в попытке свергнуть императора Шао Кана. Специальное издание «Rising Son», вышедшее летом 1995 года, рассказывает о борьбе Кун Лао и Шан Цзуна, в которой колдун активно использует свои способности к превращению, чтобы победить. В течение выпуска Шан Цзун перевоплощается в Бараку, Китану и Саб-Зиро, которые были союзниками Кун Лао, также колдун предстаёт в обличии его великого предка. Однако Кун Лао удаётся всё-таки победить колдуна.

Косплей
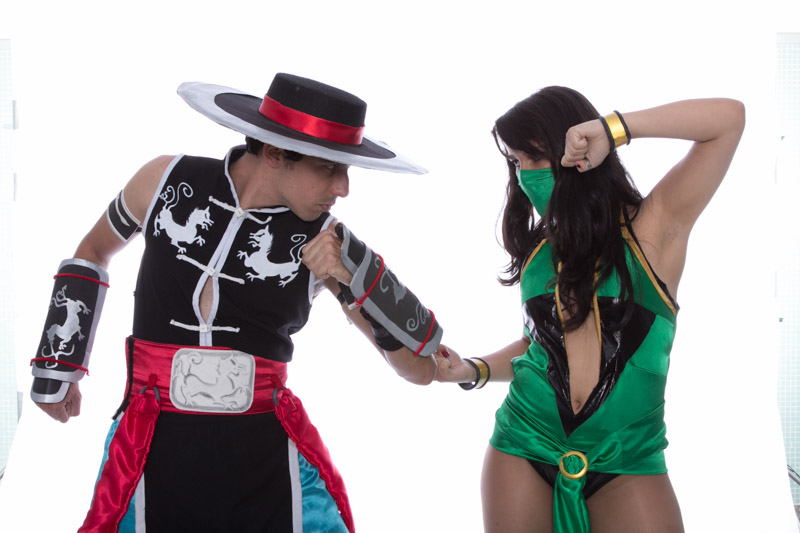
Косплей Кун Лао и Джейд на AnimABC 2011
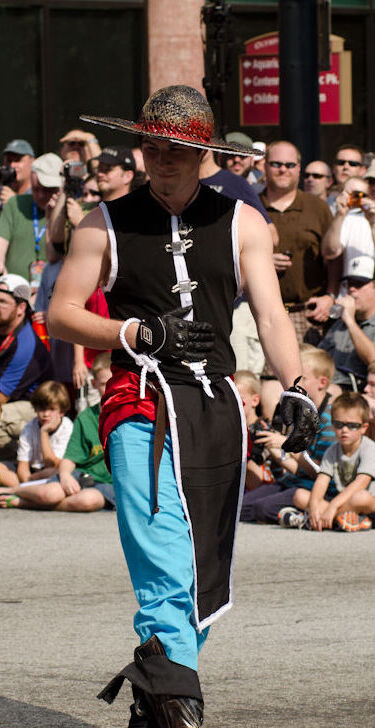

## Великий Кун Лао
Великий Кун Лао воспитывался «Орденом Света» в монастыре шаолиньских монахов. Он жил счастливо со своей семьёй и друзьями, однако всю жизнь готовился к «Смертельной битве». Кун Лао был тщательно обучен феноменальным боевым искусствам монастыря, и владел приёмами, которые многие считали невозможными. Тренировки сделали его, бесспорно, лучшим бойцом монастыря. Именно Великий Кун Лао стал первым человеком на Земле, представляющим «Орден Света», и сразился со злым колдуном Шан Цзуном за 500 лет до того, как Лю Кан сделал то же самое. Несмотря на то, что Шан Цзун уже выиграл девять последовательных турниров, Кун Лао победил его, стал великим чемпионом, и таким образом защитил Земное Царство. Кун Лао пощадил колдуна, хотя обычно победитель убивал противника в исходе поединка.